# Lenkoraniella nigricoxa
 (mai 2021).
Genre
Espèce
Lenkoraniella nigricoxa, unique représentant du genre Lenkoraniella, est une espèce d'opilions eupnois de la famille des Phalangiidae.

## Distribution
Cette espèce est endémique d'Azerbaïdjan. Elle se rencontre vers Lankaran.

## Description
Le mâle holotype mesure 3,2 mm et la femelle paratype 4,5 mm.

## Publication originale
- Snegovaya & Staręga, 2011 : « Harvestmen (Arachnida, Opiliones) from Talysh, with description of a new genus and other taxonomical changes. » Fragmenta Faunistica, vol. 54, no 1, p. 47–58.